# Muzeum rekordů a kuriozit
Muzeum rekordů a kuriozit se nachází v Pelhřimově (Kraj Vysočina). Muzeum spravuje Agentura Dobrý den spol. s r. o. Provoz zahájilo dne 30. června 1994. Ročně muzeum navštíví kolem 30 tisíc návštěvníků.

## Muzeum rekordů a kuriozit v Dolní bráně

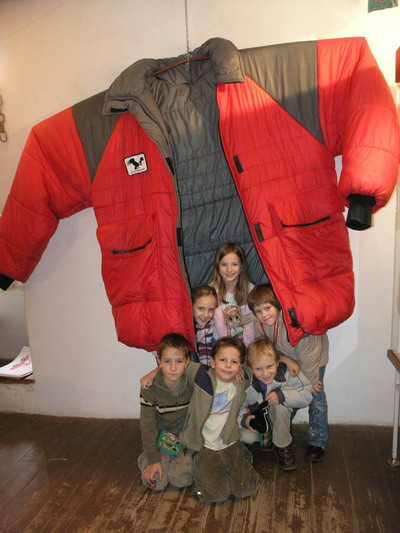
Největší péřová bunda

Muzeum rekordů a kuriozit skýtá stovky exponátů, které se pyšní přívlastky největší, nejmenší, nejdelší, nejtěžší, nejrychlejší, nejvytrvalejší... Muzeum mapující unikátní výkony českých a světových rekordmanů, z nichž mnozí jsou zapsáni v České knize rekordů a někteří také v publikaci Guinnessovy světové rekordy, sídlí v Pelhřimově. V pěti nově[kdy?] zrekonstruovaných patrech pelhřimovské Dolní brány (také nazývané Jihlavská brána) se podařilo nashromáždit unikátní exponáty jinde na světě se nevyskytující. Návštěvníci se tu na jednom místě ocitnou zároveň ve světě miniatur i nadměrných kuriozit, siláků, akrobatů, výrobců hlavolamů i kaskadérů padajících do osmdesátimetrových hlubin… Expozice je složena nejen z trojrozměrných exponátů, ale i z fotografií zachycujících unikátní momenty z průběhu uplynulých ročníků festivalu Pelhřimov – město rekordů a z dalších rekordních pokusů pořádaných na území České republiky a přibližuje atmosféru zahraničních festivalů ve Francii, Belgii a Německu, kde se prezentovala i Česká republika. Mezi exponáty návštěvníci muzea uvidí například nejmenší jízdní kolo, největší kartáček na zuby, největší péřovou bundu, nejmenší obrazovou galerii, nejdelší šálu. Expozice je neustále průběžně inovována a obnovována.

## Zlaté české ručičky
V roce 2005 byla expozice muzea rozšířena do druhé budovy. Nová expozice nazvaná Zlaté české ručičky sídlí v pelhřimovském Domě dobrých dnů. Jejím základem je světově unikátní sbírka výrobků ze zápalek. Čtyřicet let života tomuto koníčku věnoval Tomáš Korda z Vrchlabí. V průběhu 63 310 hodin čistého času práce (7 let 2 měsíce 22 dní a 22 hodin) vytvořil přes 80 staveb z neuvěřitelného počtu 820 215 zápalek a zápalkových hlaviček. Tato sbírka je ojedinělá tím, že jinde na světě není v takovém rozsahu nic podobného k vidění.[zdroj?] Kromě výrobků ze zápalek zde návštěvníci mohou zhlédnout další ceněné a ojedinělé exponáty jako například loutku malující obrazy, parní stroj ze skla, sochy vyřezávané motorovou pilou, loď ze špejlí, obraz Mona Lisa z rýže, největší obraz namalovaný pastelkami, ale dokonce i parní lokomotivu ze dřeva (špejle). K expozici patří také velká zahrada s největším nerezovým hrncem, čajovou konvičkou či dvouapůlmetrovým trychtýřem (tyto obří exponáty jsou popsány níže).
Loď Zlatá laň je model vlajkové lodi nazvané Golden Hind (Zlatá laň) slavného britského mořeplavce sira Francise Drakea ze 16. století, vypracovaná do takových detailů jako jsou záchranné čluny, palubní děla, provazové žebříky, lanoví nebo pes na přídi. Tomáš Korda na její výrobu potřeboval 1126 hodin a použil 11 554 zápalek. Jedná se o mediálně nejslavnější výrobek autora ze sedmdesátých let.
Kytara španělka: na její výrobu Tomáš Korda potřeboval 2738 hodin čistého času a 16 854 zápalek. Své dceři (která měla hudební sluch) slíbil, že pokud vydrží alespoň 3 roky chodit do hudební školy učit se hrát na kytaru, udělá jí kytaru jakou nikdo na světě nemá.
Korintská váza představuje kopii vázy z roku 2850 př. n. l., která Tomáše Kordu zaujala v knize o korintské kultuře. Na její výrobu potřeboval 7542 hodin čistého času, 26 211 zápalek a dalších 51 124 hlaviček zápalek.
Obraz staroegyptské královny Nefertiti trval Tomášovi Kordovi 2552 hodin, potřeboval 20 416 zápalek a 5835 hlaviček zápalek. Unikátní je také ozdobný rám, vyrobený opět pouze ze zápalek. Za zmínku stojí rovněž použití široké barevné škály zápalkových hlaviček, které autor sháněl po celé Evropě.
Mona Lisa z rýže je další velmi oceňovaný exponát. Její autor Petr Sůsa ze Sedlčan na ni potřeboval 1,5 kg rýže, tedy přibližně 45 000 zrnek. Unikátní dílo má rozměry 82,5 cm x 58,4 cm. Předem obarvená rýže byla nalepována pomocí tapetového lepidla. Rekordní obraz byl oficiálně představen dne 8. června 2007 v rámci 17. ročníku mezinárodního festivalu Pelhřimov – město rekordů.
Obě expozice jsou otevřené denně po celý rok od 9 do 17 hodin, v době konání festivalu Pelhřimov – město rekordů je otevírací doba prodloužena.

## Obří exponáty v zahradě
V zahradě Domu dobrého dne (uvnitř je výše popsané muzeum Zlaté české ručičky) se nachází postupně rozšiřovaná venkovní expozice obřích exponátů. Mezi nejstarší vystavované předměty patří čajová konvička, pelhřimovský hrnec a nerezový trychtýř, které vytváří původní část souboru tzv. obří kuchyně (později do této skupiny přibyly ještě další předměty).
Čajová konvička z nerezové oceli má objem 640 litrů, průměr dna 119 centimetrů, hmotnost 130 kilogramů a vyrobili ji zaměstnanci firmy NEZA v roce 1995. Oficiální označení „konvička“ a nikoli konvice tak zní obzvláště kuriózně. Přes své obří rozměry bývá převážena na různé akce v ČR i v zahraničí a jejím kohoutkem protekly již tisíce litrů různých nápojů.
Pelhřimovský hrnec stojící na podstavci má výšku 220 cm, průměr dna je 150 centimetrů a váží téměř 100 kilogramů, vyrobena byla opět firmou NEZA v roce 1997. Objem hrnce je přibližně 2000 litrů. Také tento exponát bývá převážen na různé akce, na farmě Bolka Polívky v Olšanech v něm bylo uvařeno 5000 porcí polévky.
Nerezový trychtýř je vysoký 225 centimetrů a má vrchní průměr 207 centimetrů, vyrobila ho opět firma NEZA. Současně je symbolem projektu Voda planety Země. Sbírku českých i světových vod rozšiřují návštěvníci a příznivci Muzea rekordů a kuriozit, kteří do Pelhřimova vozí nebo posílají vzorky z České republiky i z celého světa. V roce 2017 obsahuje již 850 vod ze 74 zemí. Při slavnostních příležitostech jsou vlévány pomocí obřího trychtýře do říčky Bělá.
V roce 2016 přibyl do zahrady odlišný exponát, mamut z proutí v životní velikosti. Vytvořil ho důchodce Jaroslav Šefl z Lhůty u Plzně. Model mamuta je vysoký 373 centimetrů), 670 centimetrů dlouhý, 140 centimetrů široký a váží více než 500 kg. Vyroben je z březového proutí (na ocelové kostře), které svým vzhledem a barvou připomíná mamutí srst. Autor na něm pracoval 7 měsíců. Převoz modelu do Pelhřimova na trase skoro 200 km trval přibližně 7 hodin. Do zahrady byl umístěn několik dní před zahájením 26. ročníku festivalu, na kterém za něj Jaroslav Šefl obdržel titul Kuriozita roku. Mamut bude v zahradě vystavován nejméně do roku 2018, na tuto dobu je (zatím) od autora zapůjčen.
V roce 2017 přibyly další exponáty: největší ježek v kleci a největší příbor. Největší ježek v kleci je v zahradě umístěn napevno, oproti běžně prodávanému hlavolamu byl zvětšen patnáctkrát, takže klec je vysoká 110 centimetrů a má průměr 73 centimetrů, samotný ježek má průměr 30 centimetrů. Vedle je další informační panel věnovaný památce Jaroslava Foglara a jako poděkování za jeho příběhy byl na zahradu vysazen jinan dvoulaločný (ginkgo biloba), který je důležitý v symbolice některých Vontů.
Příbor doplnil stávající exponáty tzv. obří kuchyně. Příborový nůž měří 260 centimetrů, vidlička má 249 centimetrů. Celý příbor váží kolem 60 kilogramů. Na řezání potravinového nerezového plechu různé tloušťky byl použit největší laserový přístroj svého druhu v Evropě. Firma Pacovské strojírny by byla schopna vyrobit ještě podstatně větší příbor, ten by se ovšem do zahrady již nevešel. Během 27. ročníku festivalu v červnu 2017 byl příbor vystavován přímo na Masarykově náměstí.

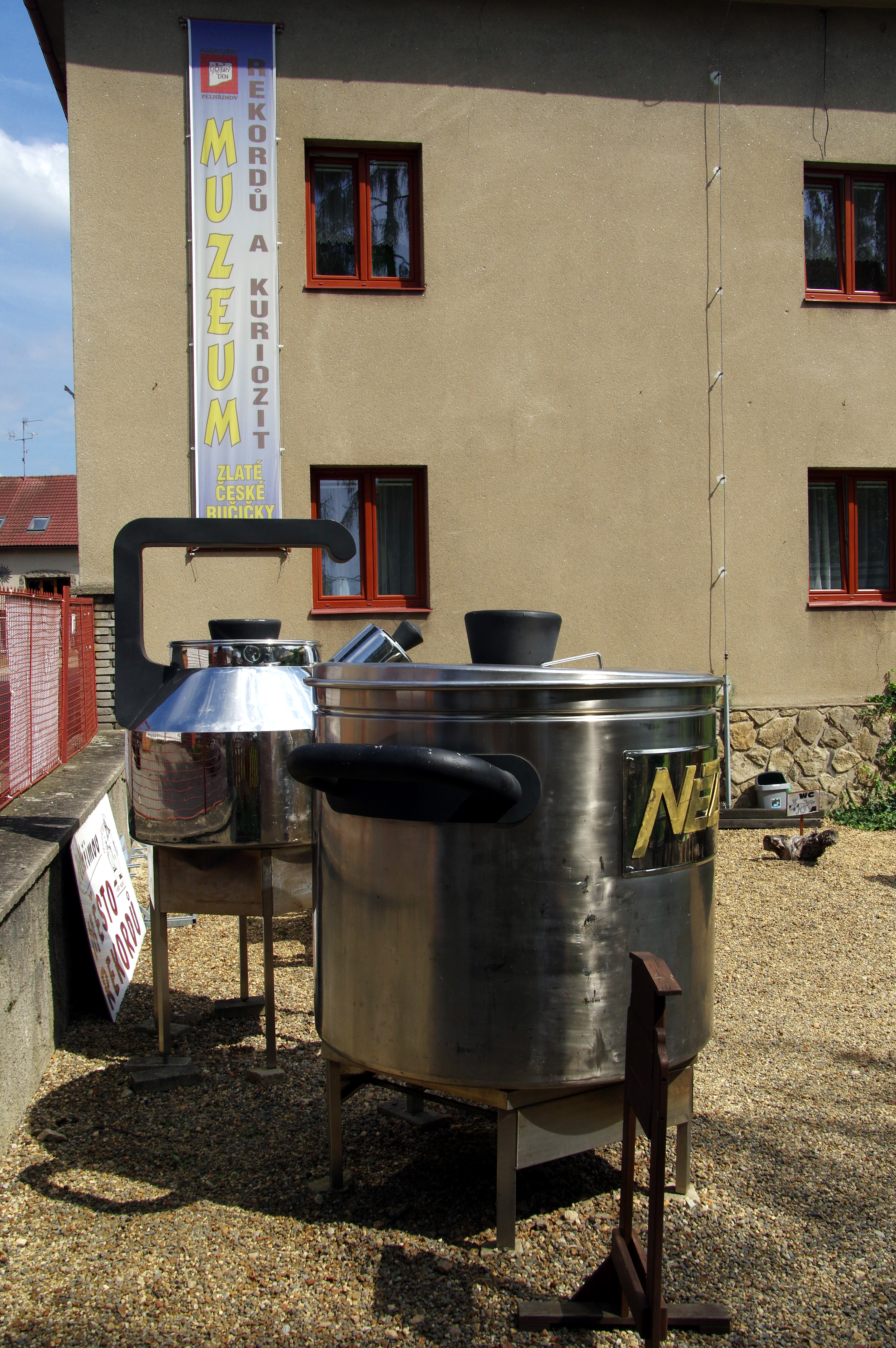
Obří čajník a hrnec
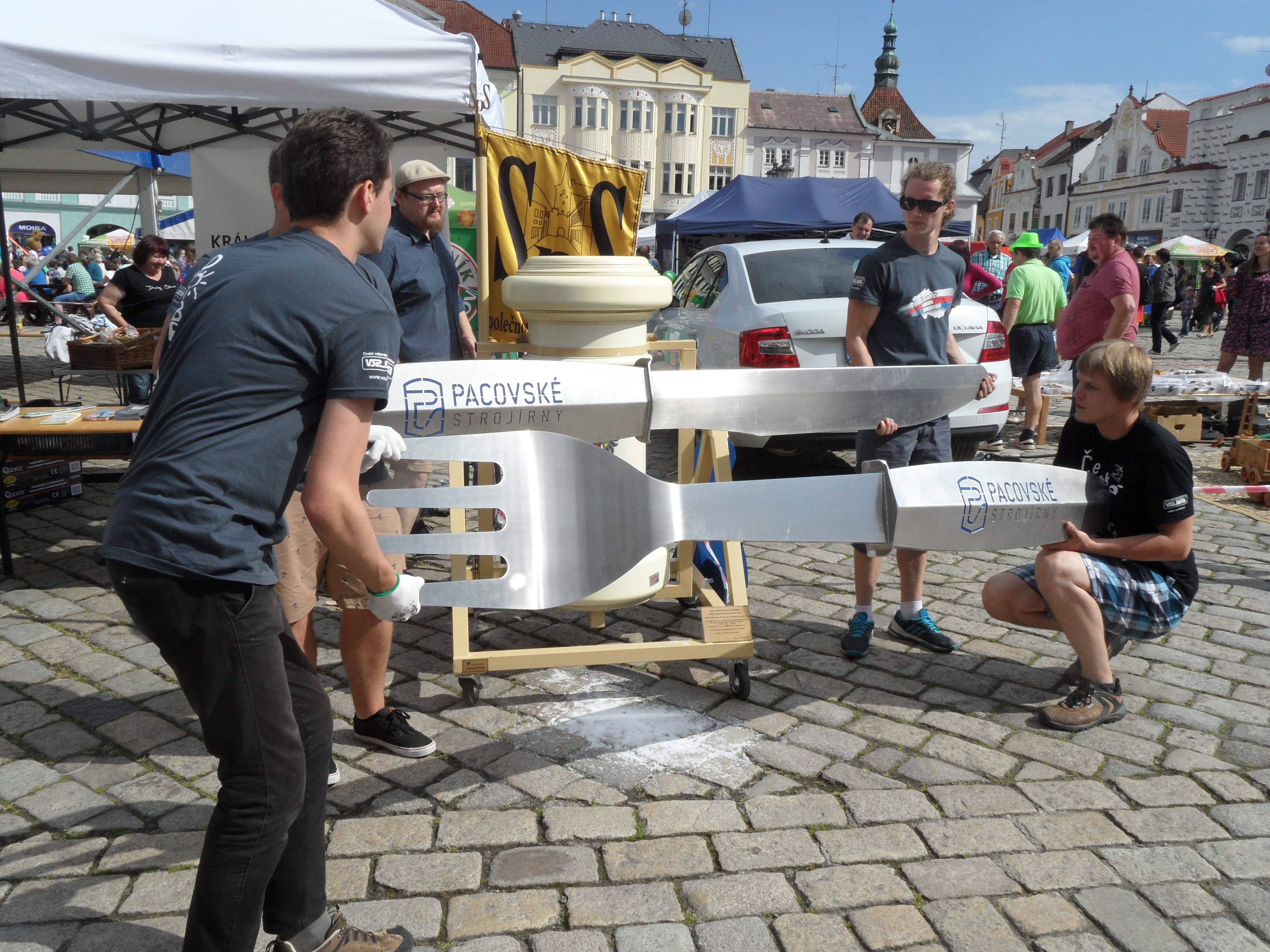
Největší příbor
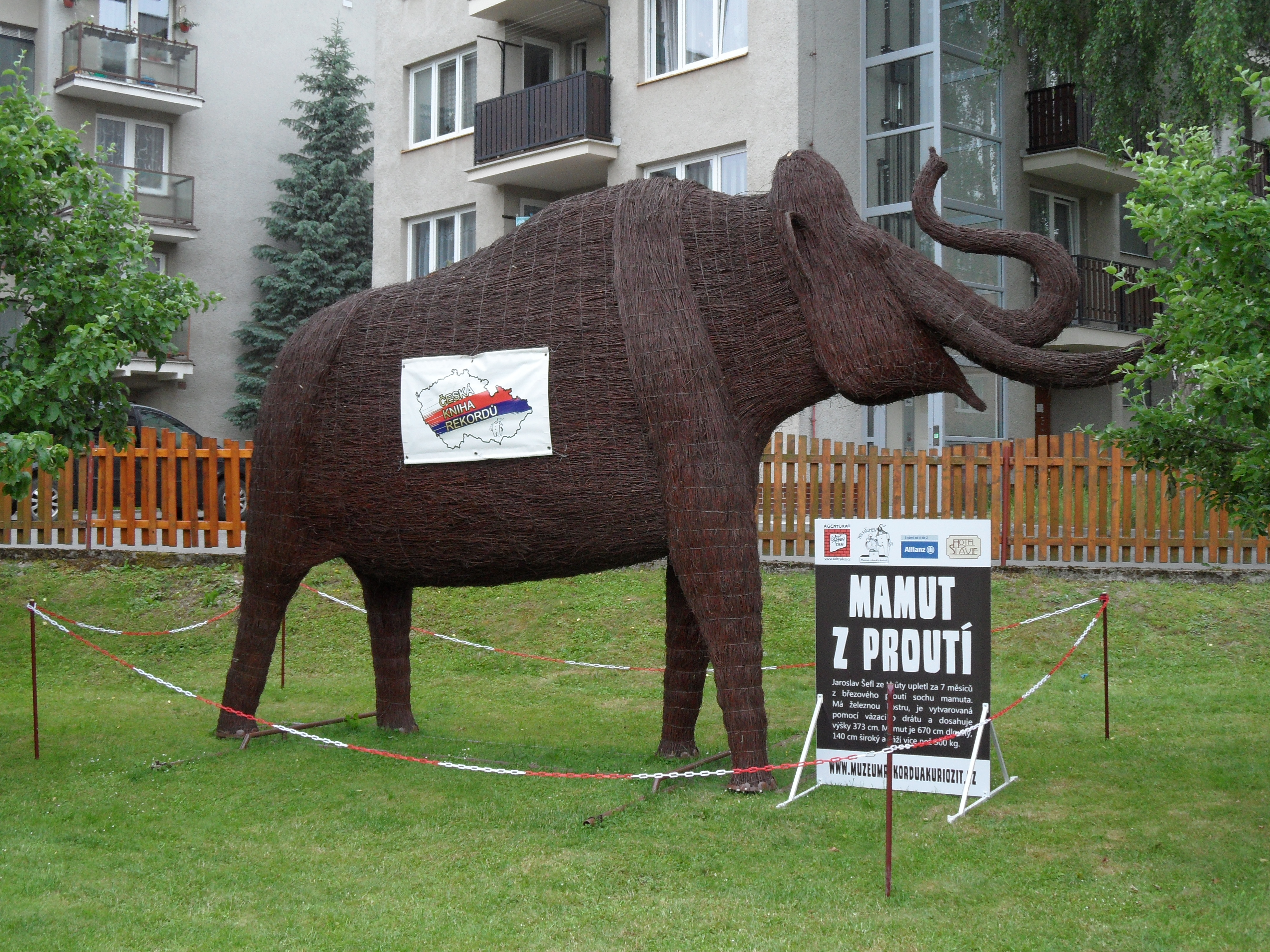
Mamut z březového proutí v životní velikosti
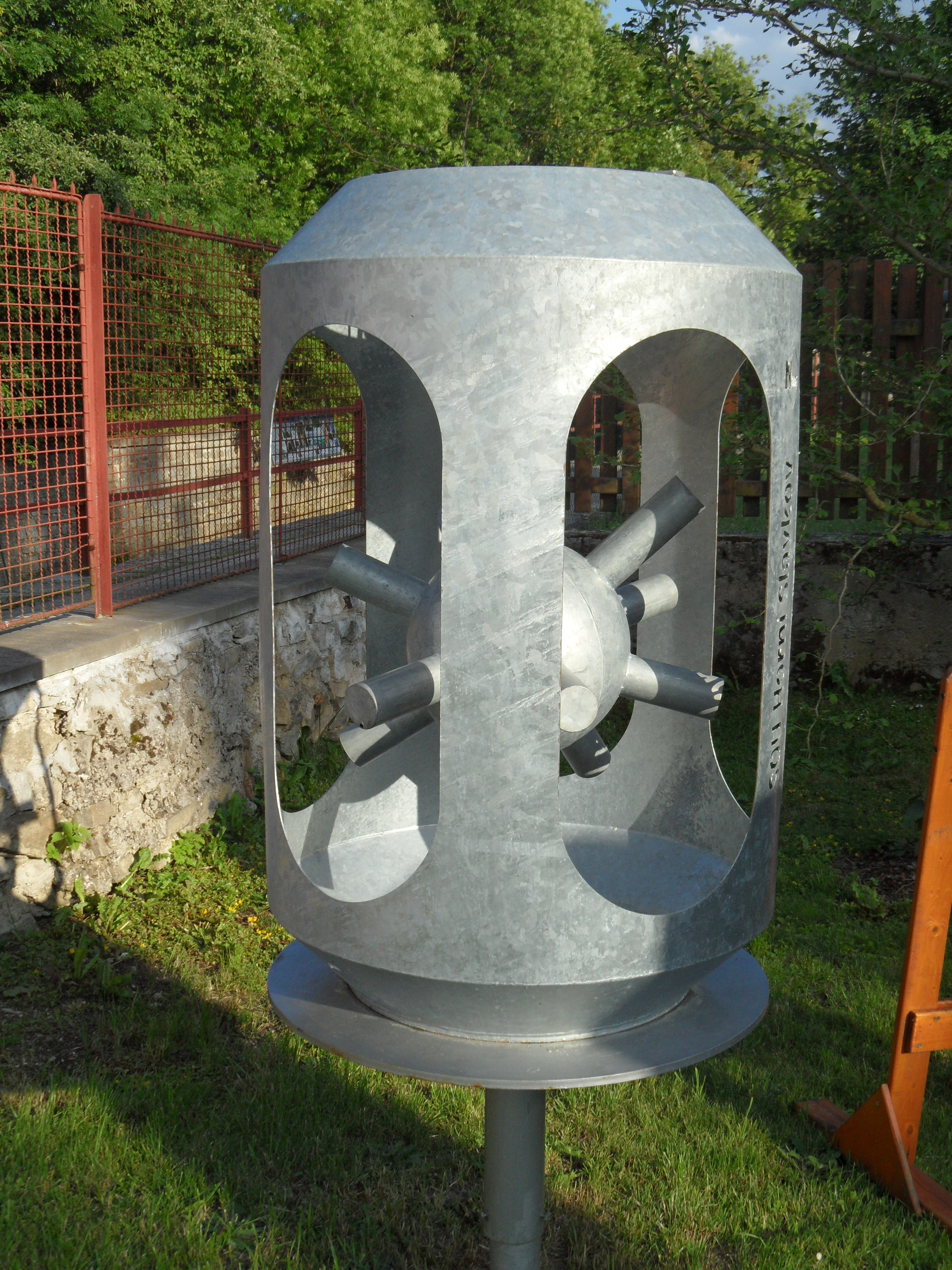
Největší ježek v kleci

## Procházka Českou knihou rekordů
Obě expozice spojuje stezka nazvaná Procházka Českou knihou rekordů, která návštěvníky provádí centrem Pelhřimova a na které jsou umístěny čtyři mluvicí tabule s více než 300 údaji o českých nej..., nejdelší spínací špendlík dlouhý 670 cm a obří poštovní schránka.

## Správa Muzea rekordů a kuriozit

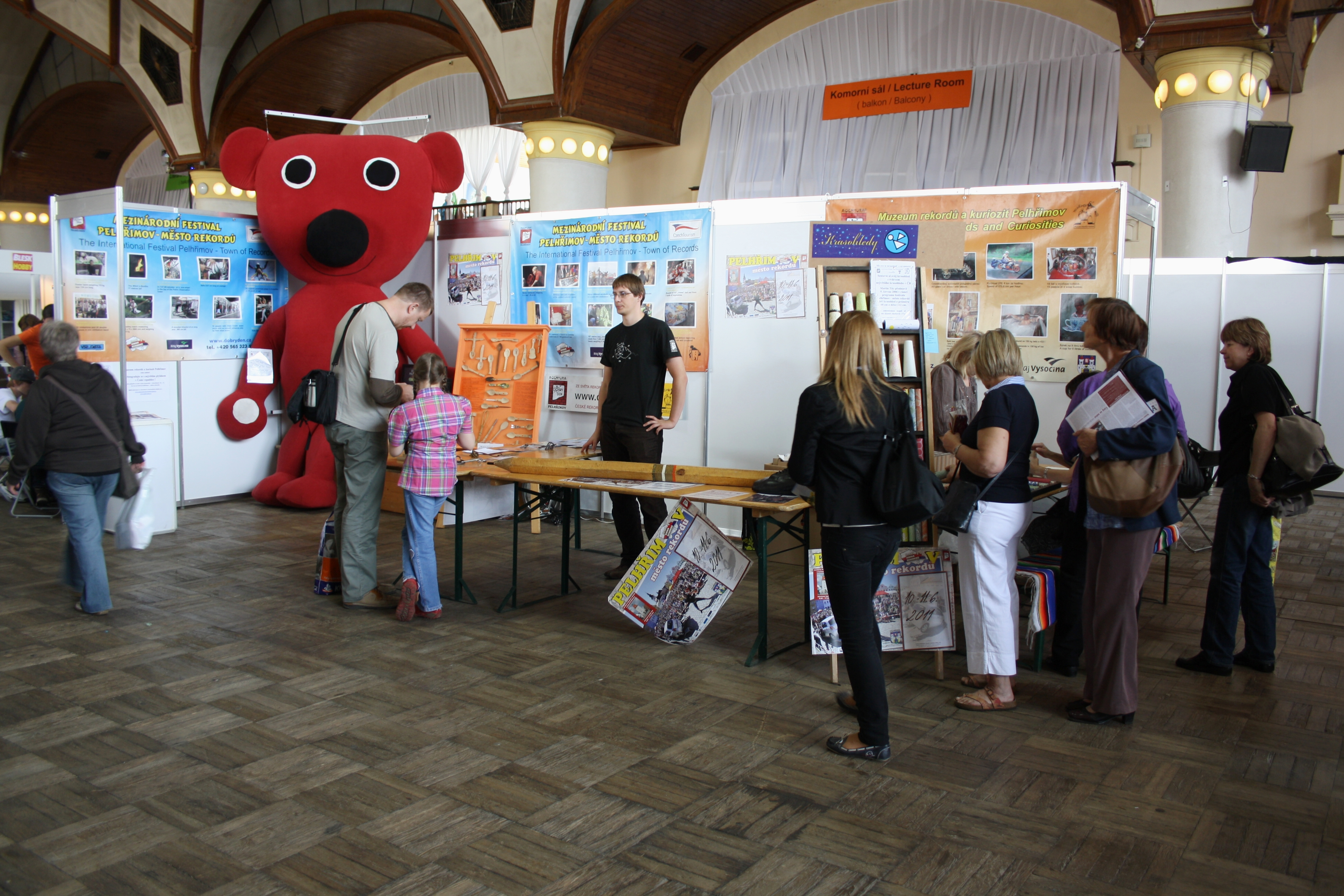
Prezentace muzea v rámci veletrhu Svět knihy 2011 v Praze

Muzeum rekordů a kuriozit provozuje pelhřimovská Agentura Dobrý den. Agentura Dobrý den, s.r.o. byla zapsána do obchodního rejstříku 27. března 1997. Jejími společníky jsou od počátku Miroslav Marek (40% podíl) a Ing. Josef Vaněk a Luboš Rafaj (po 30% podílu).
Kromě toho je správcem České databanky rekordů, vydavatelem České knihy rekordů a každoročně pořádá festival rekordů a kuriozit „Pelhřimov – město rekordů“.
Agentura Dobrý den eviduje veškerá NEJ…, která mají nějakou souvislost s Českou republikou (byla vytvořena českými občany nebo na území České republiky). Česká databanka rekordů v současnosti eviduje již tisíce rekordů či kuriozit a každoročně jich přibývá mezi třemi a čtyřmi stovkami.
Největší akcí Agentury Dobrý den je dnes již tradiční festival rekordů a kuriozit "Pelhřimov – město rekordů" konaný vždy druhý červnový pátek a sobotu. První ročník festivalu proběhl v roce 1991 a od té doby se rozrostl do mezinárodních rozměrů. V jeho průběhu se na pelhřimovském Masarykově náměstí každoročně prezentují desítky rekordmanů z rozličných oborů lidské činnosti a je při něm zaevidováno přes 100 rekordních výkonů.
Agentura Dobrý den sestavovala v letech 1995–2002 české dodatky pro knihu Guinnessovy světové rekordy. V roce 2003 vydala svou vlastní publikaci s názvem Česká kniha rekordů, která od té doby vychází v tříletých intervalech a mapuje rekordní počiny a kuriozity zaevidované vždy v uplynulých třech letech.
Agentura Dobrý den pořádá nebo spolupořádá v průběhu roku desítky akcí spojených s prezentací stávajících, popř. se vznikem nových rekordních výkonů.